# Gwak Dong-han
Gwak Dong-han, född den 20 april 1992 i Pohang, är en sydkoreansk judoutövare.
Han tog OS-brons i de olympiska judo-turneringarna vid olympiska sommarspelen 2016 i Rio de Janeiro i herrarnas mellanvikt..